# Macgregor Kilpatrick Trophy
Die Macgregor Kilpatrick Trophy ist eine Eishockeytrophäe der American Hockey League, die nach dem ehemaligen Vorstandsmitglied der AHL Macgregor Kilpatrick benannt ist. Die Trophäe wird seit der Saison 1997/98 an die punktbeste Mannschaft der regulären Saison, bzw. seit der Saison 2015/16 die mit der höchsten Siegquote, vergeben.

## Gewinner
| Jahr     | Team                           |
| Gewinner | Gewinner                       |
| -------- | ------------------------------ |
| 2024/25  | Rocket de Laval                |
| 2023/24  | Hershey Bears                  |
| 2022/23  | Calgary Wranglers              |
| 2021/22  | Chicago Wolves                 |
| 2020/21  | Hershey Bears                  |
| 2019/20  | Milwaukee Admirals             |
| 2018/19  | Charlotte Checkers             |
| 2017/18  | Toronto Marlies                |
| 2016/17  | Wilkes-Barre/Scranton Penguins |
| 2015/16  | Toronto Marlies                |
| 2014/15  | Manchester Monarchs            |
| 2013/14  | Texas Stars                    |
| 2012/13  | Providence Bruins              |
| 2011/12  | Norfolk Admirals               |
| 2010/11  | Wilkes-Barre/Scranton Penguins |
| 2009/10  | Hershey Bears                  |
| 2008/09  | Manitoba Moose                 |
| 2007/08  | Providence Bruins              |
| 2006/07  | Hershey Bears                  |
| 2005/06  | Grand Rapids Griffins          |
| 2004/05  | Rochester Americans            |
| 2003/04  | Milwaukee Admirals             |
| 2002/03  | Hamilton Bulldogs              |
| 2001/02  | Bridgeport Sound Tigers        |
| 2000/01  | Worcester IceCats              |
| 1999/00  | Hartford Wolf Pack             |
| 1998/99  | Providence Bruins              |
| 1997/98  | Philadelphia Phantoms          |

### Vorherige Gewinner
Bis zum Ende der Saison 1996/97 gab es keine Auszeichnung für die punktbeste Mannschaft der regulären Saison.
| Jahr               | Team                   |
| Vorherige Gewinner | Vorherige Gewinner     |
| ------------------ | ---------------------- |
| 1996/97            | Philadelphia Phantoms  |
| 1995/96            | Albany River Rats      |
| 1994/95            | Albany River Rats      |
| 1993/94            | St. John’s Maple Leafs |
| 1992/93            | Binghamton Rangers     |
| 1991/92            | Fredericton Canadiens  |
| 1990/91            | Rochester Americans    |
| 1989/90            | Sherbrooke Canadiens   |
| 1988/89            | Sherbrooke Canadiens   |
| 1987/88            | Hershey Bears          |
| 1986/87            | Sherbrooke Canadiens   |
| 1985/86            | Hershey Bears          |
| 1984/85            | Binghamton Whalers     |
| 1983/84            | Baltimore Skipjacks    |
| 1982/83            | Rochester Americans    |
| 1981/82            | New Brunswick Hawks    |
| 1980/81            | Hershey Bears          |
| 1979/80            | New Haven Nighthawks   |
| 1978/79            | Maine Mariners         |
| 1977/78            | Maine Mariners         |
| 1976/77            | Nova Scotia Voyageurs  |
| 1975/76            | Nova Scotia Voyageurs  |
| 1974/75            | Providence Reds        |
| 1973/74            | Rochester Americans    |
| 1972/73            | Cincinnati Swords      |
| 1971/72            | Boston Braves          |
| 1970/71            | Baltimore Clippers     |
| 1969/70            | Montreal Voyageurs     |
| 1968/69            | Buffalo Bisons         |
| 1967/68            | Rochester Americans    |
| 1966/67            | Pittsburgh Hornets     |
| 1965/66            | Québec Aces            |
| 1964/65            | Rochester Americans    |
| 1963/64            | Québec Aces            |
| 1962/63            | Buffalo Bisons         |
| 1961/62            | Springfield Indians    |
| 1960/61            | Springfield Indians    |
| 1959/60            | Springfield Indians    |
| 1958/59            | Buffalo Bisons         |
| 1957/58            | Hershey Bears          |
| 1956/57            | Providence Reds        |
| 1955/56            | Providence Reds        |
| 1954/55            | Pittsburgh Hornets     |
| 1953/54            | Buffalo Bisons         |
| 1952/53            | Cleveland Barons       |
| 1951/52            | Pittsburgh Hornets     |
| 1950/51            | Cleveland Barons       |
| 1949/50            | Cleveland Barons       |
| 1948/49            | Providence Reds        |
| 1947/48            | Cleveland Barons       |
| 1946/47            | Cleveland Barons       |
| 1945/46            | Buffalo Bisons         |
| 1944/45            | Cleveland Barons       |
| 1943/44            | Cleveland Barons       |
| 1942/43            | Hershey Bears          |
| 1941/42            | Indianapolis Capitals  |
| 1940/41            | Providence Reds        |
| 1939/40            | Providence Reds        |
| 1938/39            | Philadelphia Ramblers  |
| 1937/38            | Cleveland Barons       |
| 1936/37            | Philadelphia Ramblers  |